# Avatha novoguineana
Avatha novoguineana är en fjärilsart som beskrevs av Bethune-Baker 1906. Avatha novoguineana ingår i släktet Avatha och familjen nattflyn. Inga underarter finns listade i Catalogue of Life.